# 32564 Glass
32564 Glass este un asteroid din centura principală de asteroizi.

## Descriere
32564 Glass este un asteroid din centura principală de asteroizi. A fost descoperit pe 20 august 2001 la Terre Haute de Chris Wolfe. El prezintă o orbită caracterizată de o semiaxă mare de 2,63 ua, o excentricitate de 0,17 și o înclinație de 11,5° în raport cu ecliptica.